# Sušany
Sušany es un municipio del distrito de Poltár en la región de Banská Bystrica, Eslovaquia, con una población estimada a final del año 2024 de 420 habitantes.
Se encuentra ubicado en el centro de la región, cerca del río Ipoly —un afluente izquierdo del Danubio— y de la frontera con Hungría.

## Demografía
| Año        | 1994 | 2004    | 2014    | 2024    |
| ---------- | ---- | ------- | ------- | ------- |
| Población  | 460  | 451     | 435     | 420     |
| Diferencia |      | −1,95 % | −3,54 % | −3,44 % |

| Año        | 2023 | 2024    |
| ---------- | ---- | ------- |
| Población  | 422  | 420     |
| Diferencia |      | −0,47 % |